# Institut Aspen
Pour les articles homonymes, voir Aspen (homonymie).
Les instituts Aspen forment un réseau international d'échanges et de réflexion à but non lucratif fondé en 1950 à Aspen dans le Colorado aux États-Unis. Ils se donnent pour but d'« encourager l’ouverture sur le monde, la prise d’initiative et l’exercice des responsabilités au service du bien commun. » Le réseau, composé d'associations indépendantes, est présent en Allemagne, en Espagne, aux États-Unis, en France, en Inde, en Italie, au Japon, en Roumanie et en République tchèque. 
Le comité inclut Madeleine Albright, Sylvia Earle, Henry Louis Gates, Jacqueline Novogratz, David Gergen, David H. Koch, la reine Noor de Jordanie et Condoleezza Rice. Walter Isaacson est le président et directeur général (CEO).